# Cossura consimilis
Cossura consimilis är en ringmaskart som beskrevs av Read 2000. Cossura consimilis ingår i släktet Cossura och familjen Cossuridae.
Artens utbredningsområde är havet kring Nya Zeeland. Inga underarter finns listade i Catalogue of Life.